# 弘道王
弘道王（ひろみちおう、生没年不詳）は、平安時代前期の皇族。官位は従五位上・内膳正。

## 経歴
貞観9年（867年）従五位下に叙爵し、貞観12年（870年）玄蕃頭に任ぜられる。この間、貞観11年（869年）は新羅の海賊の侵略（新羅の入寇）と自然災害（地震・風水害）、貞観16年（874年）は虫害が発生したために伊勢神宮に奉幣使として派遣されている。特に後者については、奉幣を行った後、虫は蝶となって飛び去ったり小蜂に刺し殺されたりして消え去り、虫害は解消してしまったという。
陽成朝に入ると貞観19年（877年）従五位上に昇叙され、のち刑部大輔・民部大輔・武蔵権守などを歴任した。またこの間、元慶元年（877年）改元、元慶2年（878年）橿日宮の新羅侵攻の託宣、元慶4年（880年）大極殿の竣工、元慶5年（881年）天皇の元服など、しばしば伊勢神宮への奉幣使を務めた。
光孝朝の仁和3年（887年）内膳正に任ぜられている。

## 官歴
『日本三代実録』による。
- 時期不詳：正六位上
- 貞観9年（867年） 正月7日：従五位下
- 貞観12年（870年） 2月14日：玄蕃頭
- 貞観19年（877年） 3月1日：見刑部大輔。11月21日：従五位上
- 元慶2年（878年） 12月11日：見民部大輔
- 元慶4年（880年） 2月4日：見武蔵権守
- 仁和3年（887年） 6月13日：内膳正